# Horváth Lajos (politikus)
Székudvari Horváth Lajos (Alsózsolca, 1824. április 15. – Miskolc, 1911. március 12.) jogász, politikus, főrend, Miskolc díszpolgára.

## Élete
Horváth Lajos 1824-ben született a Miskolc szomszédságában fekvő Alsózsolcán. Apja Horváth József, a báró Vay család birtokainak főkormányzója volt. Tanulmányait Miskolcon, Debrecenben és Pozsonyban végezte. Hamar kapcsolatba került a politikával, az 1843–44-es országgyűlésen jurátusként vett részt. 1845-ben a Helytartótanács gyakornoka, 1847-ben fogalmazó, majd István főherceg mellett tollvivő lett. 1848-tól a Szemere Bertalan vezette Belügyminisztérium titkára volt. 1849-ben a kormánnyal együtt Debrecenbe költözött, ahol Lévay Józseffel együtt szerkesztette a hivatalos közlöny számait. Részt vett a korona Aradra menekítésében, majd Orsován való elrejtésében.
A szabadságharc bukása utáni megtorlások nem érintették, legalábbis nincsenek adatok róla. Másfél évtizedre visszavonult a politikától, és ügyvédi irodát nyitott Miskolcon. 1865-ben, Miskolci képviselőként az országgyűlés tagja, majd egy ideig jegyzője volt. Ebben az időszakban alakult ki barátsága Arany Jánossal, személyes találkozásaikon kívül számos levélváltásuk is volt. Lévay Józseffel már korábban baráti kapcsolatban állt. A kiegyezés utáni, 1869-es parlament munkájában nem vett részt, de ezt követő országgyűlések (1873 és 1896 között) elismert tagja volt. A kormány boszniai politikája miatt kilépett a kormányzópárt Szabadelvű Pártból, és a Nemzeti Pártban folytatta munkáját. Több fontos törvénycikket és azok indoklását ő fogalmazta meg, ugyanakkor kiváló szónokként lépett fel Miskolc érdekében is. Az 1890-es évek elejétől ugyanis ismét felerősödtek Miskolc jogállása megváltozására irányuló törekvések, aminek Horváth Lajos erős parlamenti harcosa volt. A küzdelem végül az 1907/51. sz. törvénycikk elfogadásával zárult, ami szerint „Miskolc rendezett tanácsú város 1909. évi január hó 1-ső napjától kezdődőleg törvényhatósági joggal ruháztatik fel”. Közben, 1896-ban Horváth visszavonult a nagypolitikától, de Miskolc közügyeit továbbra is szolgálta. Elnöke volt a Miskolci Nemzeti Színház Rt-nek, a Miskolci Takarékpénztárnak és az Önkéntes Tűzoltó Egyletnek. 1898. április 12-én Ferenc József kinevezte a főrendiház tagjává. Megbecsültségét jelzi, hogy még a függetlenségi beállítottságú miskolci Ellenzék című napilap sem tudott róla rosszat írni: „A politikai harczok mezején mi, mint ellenfelei nem fejezhettük ki hódolatunkat, de – mint a városi és megyei közügyek elsőrendű harczosa előtt – mindig meghajtottuk a zászlónkat, mindenkor elismertük és elismerjük, hogy Horváth Lajos városunk és vármegyénk legkiválóbb férfiai sorában foglal helyet, s neve a Szemere és Palóczy mellett örökké ragyogni fog vármegyénk és hazánk történetében”. 1910-ben Miskolc városa díszpolgárává választotta.

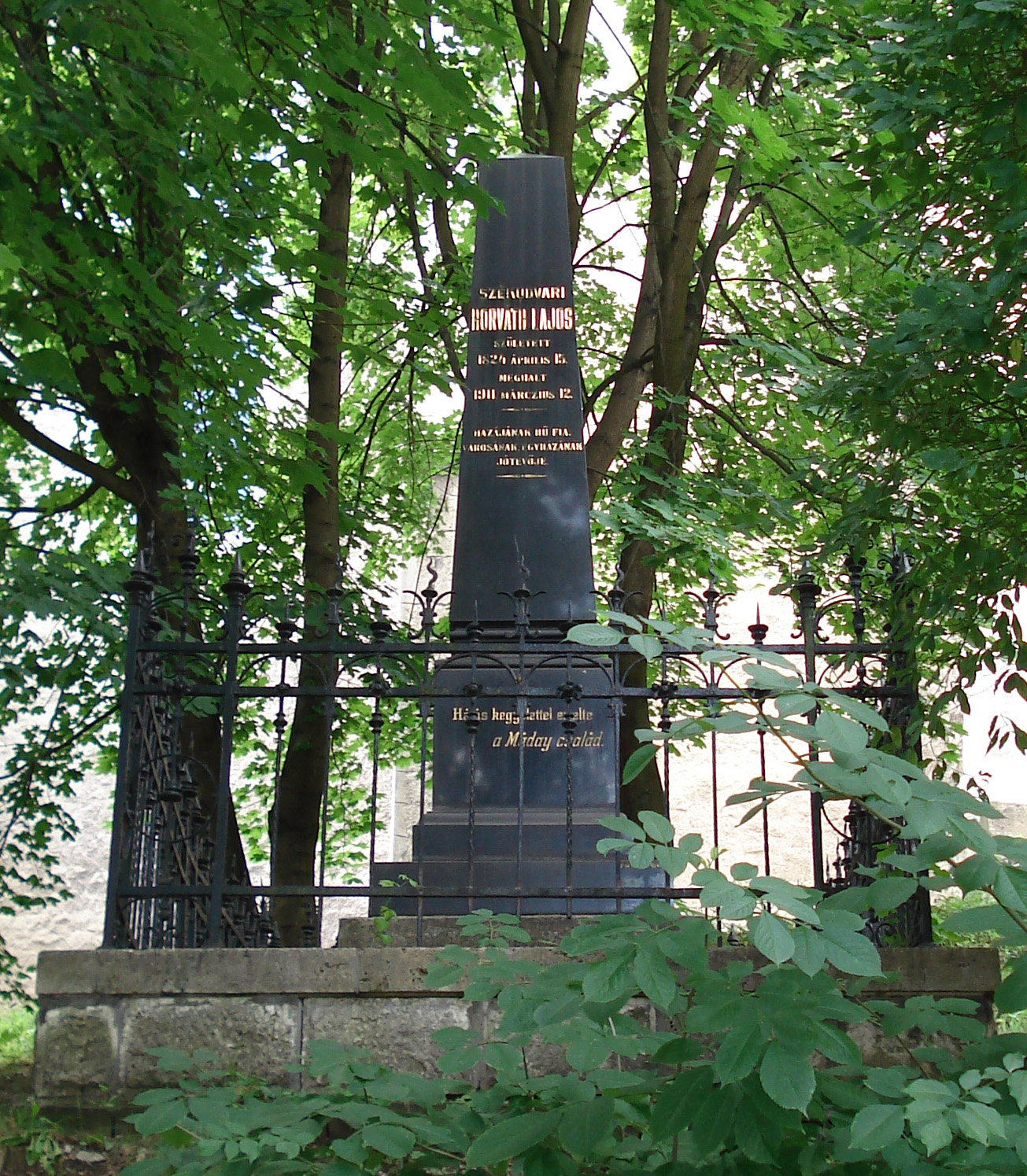
Horváth Lajos sírja

1911. március 12-én hunyt el, és jelképes, hogy március 15-én temették el az avasi temetőben. „Munkás férfikorában egész hazánk egyik legkiválóbb polgára volt; városunknak mindenkor büszkesége s elhunytában is jótevője…” – áll a város gyászjelentésében. Az utolsó szavak arra utalnak, hogy 1903. szeptember 20-án kelt végrendeletében tekintélyes vagyonának jelentős részét a város szolgálatába állította.
Saját családja nem volt, de a hagyatékból nővére családját és keresztfiait is támogatta. A hagyatéka 262 000 korona volt, két háza volt (a mai Papszer 18. és Széchenyi utca 50. alatt), pincéje a Tetemváron, földjei a város határában, a vagyon többi része részvényben és értékpapírban maradt fenn. „Miskolcz városának, amelynek egyik kerületét az országgyűlésben 28 éven át képviseltem, … hagyok nevemet viselő örök alapítványúl egyszázezer koronát, … kedves barátomnak, Lévay József nyugalmazott alispán, miskolczi lakosnak minden évben, míg él nyolcszáz, 800 koronát”. Ezen kívül az evangélikus református főgimnáziumra 60 000, az avasi református templomra 50 000, a református egyházkerület felsőbb leánynevelő intézetére 12 000, a Borsod-Miskolczi Múzeumra 6000 koronát hagyott. Ezen felül még a Múzeum számára hagyta könyvtárát, levelezését és egyéb iratait, és úgy kívánta, hogy az anyag maradjon együtt. Ez azonban nem valósult meg, mert a gyűjtemény közérdekű iratanyagának nyoma veszett. A végrendelet még rendelkezett további támogatásokról is: kapott támogatást a Magyar Történelmi Társulat, a Kisfaludy Társaság, a Petőfi Társaság, az írói segélyegylet és az Eötvös-alap.

## Emlékezete
- Az Avas oldalában, a temető kerítésén kívül, Palóczy László és Szemere Bertalan síremléke mellett áll fekete márvány síremléke.
- Miskolcon utca viseli Horváth Lajos nevét.
- A város ünnepén, május 11-én, Miskolc mindenkori polgármestere megkoszorúzza síremlékét annak a képviselőnek, aki a „hátán hurcolta a várost”.